# Tern Nunatak
Tern Nunatak är en nunatak i Antarktis. Den ligger i Sydshetlandsöarna. Argentina, Chile och Storbritannien gör anspråk på området. Toppen på Tern Nunatak är 256 meter över havet.
Terrängen runt Tern Nunatak är kuperad. Havet är nära Tern Nunatak åt sydväst. Trakten är glest befolkad. Närmaste befolkade plats är Commandante Ferraz Station, 4,6 kilometer väster om Tern Nunatak. 